# Hans Faber-Perathoner
Hans Faber-Perathoner, eigentlich Johann Faber, (* 17. September 1907 in St. Ulrich in Gröden; † 8. September 1987 in Bozen) war ein Tiroler Lehrer und Autor.
Er war der Sohn des Holzbildhauers Johann Faber (1877–1932) und der Philomena, geb. Perathoner, einer Schwester des Bildhauers Hans Perathoner, und verbrachte seine Kindheit zunächst in Bielefeld und Berlin, den Wirkungsorten seines Onkels, der von seinem Vater in seiner Arbeit unterstützt wurde, und seit 1915 in Innsbruck. An der Universität Innsbruck studierte er Klassische Archäologie, Kunstgeschichte, Germanistik und Romanistik. 1931 wurde er mit einer Arbeit zu Adolf Pichlers Hymnen zum Dr. phil. promoviert. Nach Kriegsdienst und Kriegsgefangenschaft war bis 1968 als Lehrer (Professor) an der Handelsakademie in Innsbruck tätig. Er war 1951 Gründungsmitglied und von 1954 bis 1964 Präsident des Turmbundes in Innsbruck, danach dessen Ehrenpräsident. Seinen Ruhestand verbrachte er in Deutschland, bis 1971 in Köln, dann in Witten, Dortmund und Gungolding.
Schriftstellerisch trat er vor allem als Lyriker und Essayist hervor.

## Familie
Hans Faber-Perathoner war verheiratet mit der Gitarristin und Lautenistin Ida Faber-Gille (1910–2003).

## Veröffentlichungen (Auswahl)
- Adolf Pichlers Hymnen. Dissertation Universität Innsbruck 1931.
  - Teildruck: Adolf Pichlers Hymnen. Chronologisches und Biographisches. In: Zeitschrift des Innsbrucker Museums Ferdinandeums 16, 1936, S. 244–284 (Digitalisat).
- Berg-Heimat [Sonette]. Ein Gedichtzyklus. Innsbruck: Wagner 1954
- Das Buch vom inneren Leben. Briefe an eine junge Frau. Über Tod, Liebe und Unsterblichkeit. Imst: Egger 1957 (Schriftenreihe des Turmbundes 1)
- Garuda ruft [Gedichte]. Innsbruck: Wagner 1965 (Schriftenreihe des Turmbundes 6).
- Der Bogen des Orion [Gedichte]. Karlsruhe: Der Karlsruher Bote [um 1968],
- Metamorphosen [Gedichte]. Wien: Österreichische Verlagsanstalt 1973.
- Die Wiedergeburt des Menschen. Betrachtungen zu Theodor Seidenfadens lyrischem Lebenswerk. Karlsruhe: Der Karlsruher Bote 1976
- Im Schoß der Sprache – dinglos wie der Wind [Sonettenzyklus]. Dülmen: „Der Steg“ im „Kreis der Freunde“ 1977
- Das Auge des Einhorns [Gedichte]. St. Michael: Bläschke 1980,
- Im Sog der Zeit. Zwölf Sonette. Innsbruck: Der Turmbund 1980
- Ugo Fasolo, Bruchstück einer Ordnung. Übersetzungen aus dem Italienischen. St. Michael: Bläschke 1980.
- Im Zeitall [Gedichte]. St. Michael: Bläschke 1982
- Und spät der Mensch [Gedichte]. Innsbruck: Der Turmbund 1987
- Der stete Strom [Gedichte]. Wien, Innsbruck: Tyrolia 1990.
- Inseln des Lebens. Gedichte aus sechs Jahrzehnten. Aus dem Nachlaß herausgegeben von Ida Faber-Gille. Innsbruck: Tyrolia 1993